# Soaz (joueur)
Pour les articles homonymes, voir Paul Boyer, Boyer et Soaz.
Paul Boyer, connu sous le pseudonyme de Soaz (stylisé sOAZ), né le 9 janvier 1994, est un ancien joueur professionnel français de League of Legends au poste de Toplaner et actuellement coach de position pour l'équipe NRG en League of Legends Championship Series.
Il a fait partie des équipes Against All Authority, Fnatic, Origen,  Misfits et Immortals. Il fut finaliste de la saison 1 des Championnats du monde de League of Legends avec Against All Authority. C'est l'un des joueurs européens les plus décorés - champion d'Europe en 2013 (printemps et été), 2014 (printemps), ainsi qu'en 2018 (printemps et été) - et les plus anciens.
Soaz quitte Fnatic en janvier 2015 pour rejoindre son ancien coéquipier xPeke chez Origen,, avant de réintégrer l'équipe fin 2016. Il a longtemps été le seul joueur à s'être qualifié à 6 championnats du monde (2011, 2013, 2014, 2015, 2017 et 2018).
Soaz quitte de nouveau Fnatic pour rejoindre le 22 novembre 2018 l'équipe  Misfits en rejoignant son compatriote Hans Sama. Après cette expérience, il part dans l'équipe nord-américaine Immortals en LCS.
Soaz est l’un des joueurs occidentaux ayant le plus gagné sur League of Legends avec le plus gros montant total de gains en tournoi (à l’exclusion des joueurs originaires de Chine et de Corée).
Soaz revient en France chez LDLC OL en tant qu'entraineur, avant de reprendre une carrière de joueur chez Wave pour un segment. Ce segment chez Wave fut catastrophique, l'équipe ne remportant qu'un seul de ses 18 matchs et finissant logiquement dernier de la ligue allemande. Il fait un retour au poste d'entraineur de position chez Mirage Elyandra pour le segment d'été de la saison 2022 de LFL.

## Résultats

### against All authority
- 2e, World Championship, 2011[19]

### Fnatic
- 1er, DreamHack Winter, 2012
- 2e, IEM VII - Global Challenge Cologne, 2012
- 1er, IEM VII - World Championship
- 1er, EU LCS Spring, 2013
- 1er, EU LCS Summer, 2013
- 3e-4e, World Championship, 2013[20]
- 2e, IEM VIII - World Championship
- 1er, EU LCS Spring 2014
- 2e, EU LCS Summer 2014
- 13e-16e, World Championship, 2014[21]

### Origen
- 1er, EU CS Spring, 2015
- 2e, EU LCS Summer 2015
- 3e-4e, World Championship, 2015[22]
- 1er, IEM X San Jose
- 2e, EU LCS Spring, 2016
- 9e, EU LCS Summer, 2016
- 1er, All-Star Barcelone, 2016

### Fnatic
- 3e, EU LCS Spring, 2017[23]
- 2e, Rift Rivals Blue, 2017[24]
- 3e, EU LCS Summer, 2017[25]
- 5e-8e, World Championship, 2017
- 1er, EU LCS Spring, 2018
- 3e-4e, MSI, 2018
- 1er, Rift Rivals Blue, 2018[26]
- 1er, EU LCS Summer, 2018[27]
- 2e, World Championship, 2018[28]

### Misfits
- 8e, LEC Spring, 2019[29]
- 9e, LEC Summer, 2019[30]

### Immortals
- 8e, LCS Spring, 2020[31]
- 10e, LCS Summer, 2020[32]